# Vittore Boccardi
Vittore Boccardi (Ardesio, 23 ottobre 1952) è un presbitero e giornalista italiano appartenente alla Provincia italiana della Congregazione del Santissimo Sacramento (anche noti come Padri Sacramentini).

## Biografia
Ha diretto per 25 anni il mensile di attualità sociale e religiosa "Il Cenacolo" e,  successivamente,  l'editrice Centro Eucaristico di Ponteranica (BG). Ha curato fin dal 1985 i reportage dei Congressi Eucaristici Internazionali, fino a quello di Montréal del 2008. Dopo questa sua lunga carriera giornalistica specializzata in pubblicistica storico-ecclesiale e religiosa, dal 1º ottobre 2008 al 5 giugno 2022 è stato segretario del Pontificio comitato per i congressi eucaristici internazionali che aveva sede in Vaticano.

## Opere
- Rendete ragione della speranza. Quaresima 2006
- La preghiera del tempo, Ed. Centro Eucaristico, Ponteranica, 2006 ISBN 8889489154
- Dietro a una stella, 2005